# Шарена чесма
Шарена чесма је била важно културно-историјско обележје у Врању. Подигнута је након ослобођења Врања, 19. јануара 1878. године, а воду је добијала из Собинске реке. Била је висока два метра, са све четири стране је била исцртана црним и белим пољима, како би била видљива и ноћу. Шара је подсећала на шаховску таблу. По предању, на врху чесме се налазио фењер који је обасјавао околину, што је било веома ретко у том периоду, па се Шарена чесма сматрала једном од најважнијих тачака града. Чесма је опевана и у народној песми „Џанум, насред села, Шарена чесма”. 
Током шездесетих година и реконструкције и изградње града, чесма је порушена. Обновљена је током деведесетих година, али је данас веома запуштена.